# آنچارتد ۴: عاقبت یک دزد
آنچارتد ۴: عاقبت یک دزد (به انگلیسی: Uncharted 4: A Thief's End) یک بازی ویدئویی در سبک اکشن ماجراجویی و سکوبازی از مجموعه بازی‌های ویدئویی آنچارتد است که توسط شرکت ناتی داگ توسعه یافته و در ۱۰ مه ۲۰۱۶ به‌وسیلهٔ سونی اینتراکتیو انترتینمنت برای کنسول پلی‌استیشن ۴ منتشر شد. آنچارتد ۴ ابتدا با تیزری کوتاه در ۱۴ نوامبر ۲۰۱۳، یعنی زمان عرضهٔ پلی‌استیشن ۴ رونمایی شد و پس از آن ناتی داگ به‌طور رسمی در کنفرانس ای۳ ۲۰۱۴ سونی در ۹ ژوئن ۲۰۱۴، عنوان جدید و آخرین نسخه در این سری با نام آنچارتد ۴: عاقبت یک دزد را به همگان معرفی کرد.
داستان بازی ۳ سال بعد از اتفاقات آنچارتد ۳: فریب دریک رخ می‌دهد و نیتن دریک باز هم به عنوان شخصیت اصلی در این نسخه حضور دارد. در این قسمت نیتن در جستجوی گنج هنری ایوری که سالیان درازی است گم شده است به برادر خود سم می‌پیوندد.
طی مراسم شوکیس ۲۰۲۱، سونی نسخهٔ بازسازی‌شده آنچارتد ۴: عاقبت یک دزد و آنچارتد: میراث گمشده را برای پلی‌استیشن ۵ و مایکروسافت ویندوز معرفی کرد که در ژانویهٔ ۲۰۲۲ برای پلی‌استیشن ۵ منتشر شد و اواخر ۲۰۲۲ نیز برای مایکروسافت ویندوز عرضه شد.

## روند بازی
آنچارتد ۴: عاقبت یک دزد یک بازی اکشن ماجراجویی با شیوهٔ روایت و دید سوم شخص است که همچنین شامل عناصری از سبک سکوبازی است. بازیکن کنترل شخصیت نیتن دریک را در دست دارد که از لحاظ فیزیکی مهارت‌هایی دارد و قادر به پریدن، دویدن، شنا، بالارفتن و عبور از لبه‌های دیوار، تاب خوردن توسط طناب با استفاده از قلاب و اجرای حرکات آکروباتیک است. همانند نسخه‌های پیشین این مجموعه دریک برای از بین بردن دشمنان قادر به استفاده از سلاح‌های مختلفی همچون تفنگ تهاجمی، اسلحه دستی و نارنجک است. عناصر مخفی‌کاری نیز در طی بازی وجود دارد و بازیکن اجازه از بین بردن دشمنان در حالت خفا و از پشت بدون توجه آن‌ها را دارد. سیستم نبرد تن به تن نیز برای اجتناب از وجود رویداد فوری دستخوش تغییر قرار گرفت. در این قسمت همچنین دریک به‌طور مستقیم توانایی کنترل وسایل نقلیه را دارد. اگرچه روند بازی خطی به نظر می‌رسد، اما قابلیت‌های مختلف موجود در محیط بازی امکان کشف ابعاد تازه‌ای از آن را فراهم می‌کند. هوش مصنوعی دشمنان نیز بهبود یافته تا امکان دفاع همه‌جانبه در برابر حملات بازیکن و حتی اجرای تاکتیک‌های گروهی برای آن‌ها فراهم شود. نقشه‌های در دسترس نیز در مقایسه با نسخه‌های قبلی به‌طور قابل توجهی بزرگ‌تر شده و فضای قابل اکتشاف صحنهٔ بازی نیز در مقایسه با گذشته توسعهٔ ۱۰ برابری یافته است.

## داستان
سال‌ها پیش از اتفاقات نسخهٔ اول، نیتن و برادرش سم در جستجوی پیدا کردن گنج دزد دریایی معروف، هنری ایوری، که در جریان سرقت گنج سوایی در سال ۱۶۹۵ گنج بزرگی را غارت کرد، هستند. به همراه ریف، این دو برادر برای پیدا کردن سلول همسر اول هنری ایوری، به یک زندان پانامایی نفوذ می‌کنند، جایی که نیتن در آن یک بُت خالی از سن دیسماس پیدا می‌کند. وقتی نگهبان زندان به نام وارگاس که به آن‌ها کمک کرده بود از آن‌ها بخشی از پول آن بت را مطالبه می‌کند، ریف عجولانه او را می‌کشد و با این کار، زنگ خطر زندان به صدا در می‌آید. نیتن و ریف موفق به فرار می‌شوند اما سم توسط نگهبانان تیر می‌خورد و به ظاهر کشته می‌شود.
پانزده سال بعد، بعد از اتفاقات نسخهٔ سوم، نیتن دریک به همراه همسرش النا، در نیو اورلینز بازنشسته شده است، اما همچنان دلتنگ شور و هیجان زندگی قبلی خود است. سم که تمام این مدت جان سالم به در برده بود و پانزده سال عمرش را در زندان گذرانده بود با نیتن دیدار می‌کند. سم تعریف می‌کند که چگونه با یک قاچاقچی مطرح مواد مخدر به نام هکتور آلکازار فرار کرده است، اما آلکازار با تهدید زندگی او نصف گنج هنری ایوری را طی سه ماه از او طلب کرده است. نیتن درخواست کمک سم را می‌پذیرد و به دروغ به النا می‌گوید که به مأموریتی در مالزی که قبلاً آن را رد کرده بود می‌رود. با کمک سالی، برادران دریک، یک نسخهٔ مشابه از بت سن دیسماس را در یک مزایدهٔ غیرقانونی در ایتالیا سرقت می‌کنند و با این کار با نیدین راس، یک سرمزدور اهل آفریفای جنوبی، و ریف ادلر که همچنان در پی یافتن گنج هنری ایوری است وارد درگیری می‌شوند. نقشهٔ درون بت سرقت شده این سه را به یک کلیسای جامع در اسکاتلند می‌فرستد. در آنجا، آن‌ها یک معبد پنهان و یک نقشه که خلیج پادشاه در ماداگاسکار را برجسته می‌کند، پیدا می‌کنند.
در خلیج پادشاه، برادران دریک و سالی به این حقیقت پی می‌برند که هنری ایوری، توماس تو و ده کاپیتان دزد دریایی دیگر گنجشان را غرق کردند. با دنبال کردن سرنخ‌ها به سمت برجی در شهر، نیتن نقشه‌ای به لیبرتالیا، یک مدینهٔ فاضلهٔ افسانه‌ای برای دزدان دریایی، کشف شده توسط دیگر کاپیتان‌های دزد دریایی را پیدا می‌کند. این سه به هتلشان بر می‌گردند و آنجا النا را پیدا می‌کنند. النا که از دروغ نیتن و حضور سم در حالی که نیتن هرگز نامی از او نبرده بود ناراحت است، او را ترک می‌کند. نیتن سالی را به دنبال النا می‌فرستد و خود به همراه برادرش، با استفاده از نقشه،لیبرتالیا لیبرتالیا را کشف می‌کنند. این دو آنجا شواهدی از یک جنگ داخلی پیدا می‌کنند، همچنین پی می‌برند که کاشفان لیبرتالیا، گنج این شهر را سرقت کردند و آن را به نیو دیوون، یک شهرک مستحکم و تجملاتی بردند. آن‌ها کمی بعد توسط ریف و سربازانش گیر می‌افتند، ریف فاش می‌کند که داستان سم در مورد آلکازار دروغ محض است و این خودش بوده که سم را دو سال پیش از زندان آزاد کرده است، همچنین فاش می‌کند که سم به او خیانت کرده است تا با نیتن جستجویش برای گنج را ادامه دهد. ریف به این نتیجه می‌رسد که به سم نیاز دارد ولی سعی می‌کند به نیتن شلیک کند اما سم سپر بلای برادرش می‌شود، اما نیتن به هر حال از صخره میفتد و بیهوش می‌شود.
النا نیتن را نجات می‌دهد و نیتن برای او برملا می‌کند که در نوجوانی، او و سم متوجه شدند مادرشان که یک مورخ فوق‌العاده بوده، در مورد لیبرتالیا تحقیق می‌کرده است. بعد از این‌که این دو به سختی از دست پلیس‌هایی که آن‌ها را برای تعرض به خانهٔ یک همکار قدیمی مادرشان دنبال کردند، گریختند. آن‌ها تصمیم گرفتند یک زندگی جدید را آغاز کنند و به احترام نظریهٔ مادرشان در مورد نوادگان فرانسیس دریک، فامیلی خود را به 'دریک' تغییر دهند. در نیو دیوون، نیتن و النا متوجه می‌شوند که لیبرتالیا محل جنگ بر سر گنج شده بود. همچنین به این پی بردند که هنری ایوری و توماس تو، بقیهٔ کاشفان را مسموم کردند و به همراه گنج فرار کردند، اما تو به ایوری خیانت کرد.
نیتن، النا و سالی، سم را پیدا می‌کنند و او را متقاعد می‌کنند که با آن‌ها فرار کند، اما کمی بعد سم از آن‌ها جدا می‌شود تا به گنج برسد. نیتن با دنبال کردن ردپای سم، کشتی پر از گنج هنری ایوری را در یک غار پیدا می‌کند. نیدین راس بعد از جمع‌آوری مقدار زیادی از گنج، نمی‌خواهد بیش از این خطر تله‌های ایوری را به جان بخرد، اما ریف با رشوه دادن به افراد نیدین، او را به ادامه وادار می‌کند. داخل کشتی، سم تله ای را فعال می‌کند و باعث ایجاد یک آتش می‌شود که او را زیر آوار مدفون می‌کند. نیتن در کشتی در جایی که اسکلت‌های ایوری و تو که همدیگر را بر سر گنج به قتل رساندند قرار دارد، با نیدین و ریف مواجه می‌شود. نیدین به ریف خیانت می‌کند و او را رها می‌کند تا به همراه نیتن و سم بمیرد. ریف، نیتن را به یک دوئل شمشیر زنی وادار می‌کند و تقریباً موفق به کشتن او می‌شود، اما نیتن با زیرکی تمام، کپه‌های سنگینی از گنج بر سر او می‌اندازد و در نتیجه ریف را می‌کشد. او با شلیک یک توپ و غرق کردن کشتی، سم را از زیر آوار آزاد می‌کند و این دو به سمت هواپیمای سالی نزد النا بر می‌گردند و همگی از آنجا فرار می‌کنند. سم و سالی برای کاری جدید با هم همراه می‌شوند ولی نیتن و النا به خانه بازمی‌گردند. مدتی بعد النا به نیتن توضیح می‌دهد که سم مقداری طلا از کشتی ایوری دزدیده است و به او داده است. با این برداشت که هر دوی آن‌ها به مقداری ماجراجویی در زندگیشان نیاز دارند، النا کمپانی نجاتی که نیتن در آن شاغل بود را خریداری کرد و نیتن را به عنوان صاحب آن منصوب کرد، او همچنین به دنبال باز راه اندازی برنامه پژوهشی خود است.
سال‌ها بعد، نیتن و النا هر دو نجات دهندگان و باستان‌شناسان موفقی شده‌اند و دختری نوجوان به نام کَسی (کیتلین دیور) دارند. بعد از این که کسی عتیقه‌های مربوط به ماجراجوی‌های قدیمی آن‌ها را پیدا می‌کند، نیتن تصمیم می‌گیرد که داستانشان را برای او تعریف کند.

## بازتاب‌ها
| گردآورنده  | امتیاز |
| ---------- | ------ |
| گیم‌رنکینگز | ۹۲٫۷۱٪ |
| متاکریتیک  | ۹۳/۱۰۰ |

| ناشر                    | امتیاز      |
| ----------------------- | ----------- |
| الکترونیک گیمینگ مانثلی | ۹/۱۰        |
| فامیتسو                 | ۳۹/۴۰       |
| گیم اینفورمر            | ۹٫۵/۱۰      |
| گیم رولیشن              | 4.5/5 ستاره |
| گیم‌اسپات                | ۱۰/۱۰       |
| آی‌جی‌ان                  | ۹/۱۰        |
| جاینت بامب              | [ ۸ ]       |

آنچارتد ۴ بر اساس وبگاه متاکریتیک مورد تقدیر جهانی قرار گرفت به‌طور گسترده پذیرای نقدهای بسیار عالی و تحسین‌برانگیزی شد. بسیاری از منتقدان جلوه‌های بصری، گرافیک، گیم‌پلی و روایت داستانی بازی را از نقاط قوت آن ذکر کردند. این بازی به ترتیب در وبگاه‌های متاکریتیک و گیم رنکینگز با میانگین امتیاز ۹۳/۱۰۰ و ۹۲٫۷۱٪ قرار دارد.